# Jerome Thompson
Jerome Thompson (ur. 1814 w Middleboro w stanie Massachusetts, zm. 1886) – amerykański malarz, członek National Academy of Design.

## Życiorys
Urodził się w rodzinie malarza portrecisty Kefasa Thompsona, który początkowo nie chciał kształcić syna w zawodzie malarza, gdyż pragnął, aby ten został rolnikiem. Zainteresowanie sztuką jednak przeważyło. Młody Thompson zajmował się początkowo malowaniem portretów (w tym czasie sportretował między innymi Abrahama Quary, ostatniego żyjącego członka plemienia Indian Nantucket). W wieku 17 lat założył studio w Barnstable w stanie Massachusetts, które w 1835 przeniósł do Nowego Jorku. Na początku lat 50. XIX wieku zainteresował się pejzażem, w czym dużą rolę odegrało dobre przyjęcie obrazu Pic Nick, Camden, Maine, wystawionego w National Academy of Design. W latach 1852–1854 studiował w Anglii. Po powrocie do Stanów Zjednoczonych pracował między innymi w Mineola na Long Island i Glen Gardner w stanie New Jersey. Odniósł znaczny sukces artystyczny i finansowy, między innymi dzięki popularności litografii wykonanych na podstawie jego prac.
Artysta jest znany głównie ze scen rodzajowych, najczęściej o tematyce rustykalnej, w których pierwszoplanowe znaczenie ma pejzaż. Jego przesycone światłem prace stylem przypominają obrazy malarzy z kręgu Hudson River School, są bogate w efekty świetlne i tonalne subtelności. Pierwszoplanowe scenki rodzajowe są zazwyczaj niewielkie i stanowią zwykle uzupełnienie wyeksponowanego na drugim planie pejzażu.
Największe zbiory prac Thompsona posiadają Brooklyn Museum i Metropolitan Museum of Art w Nowym Jorku oraz Museum of Fine Arts w Bostonie.

## Prace

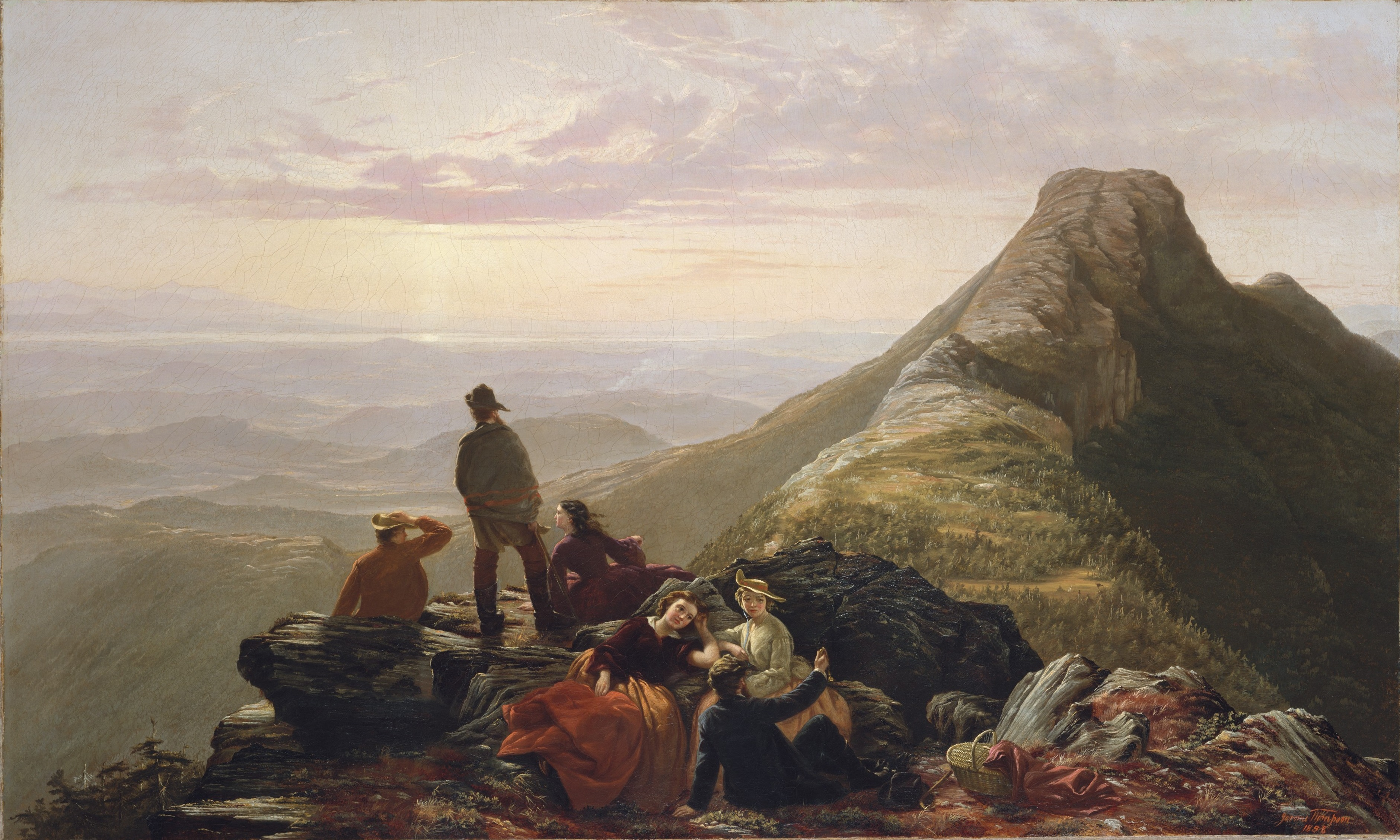
Odpoczynek na górze Mansfield
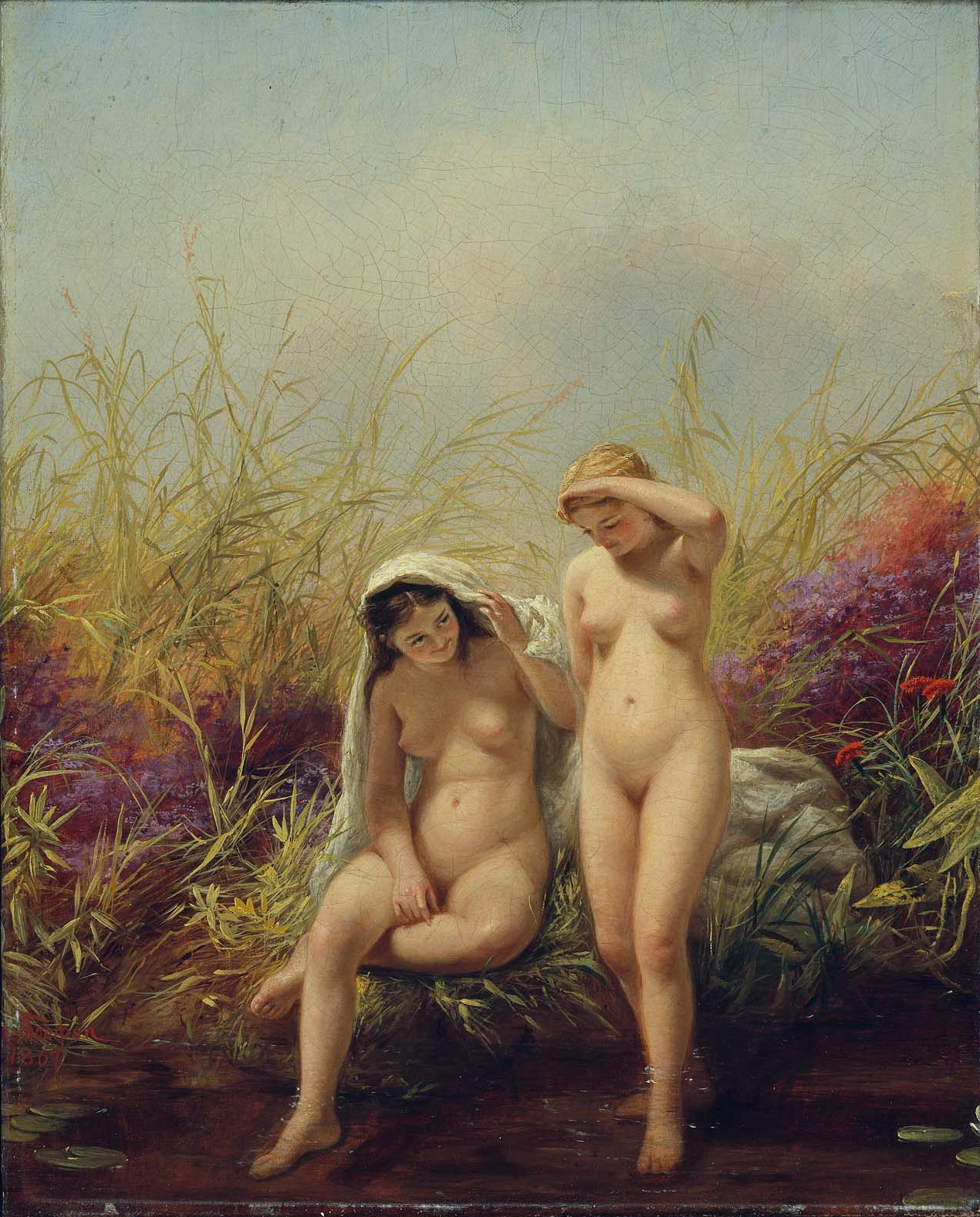
Amerykańskie piękności
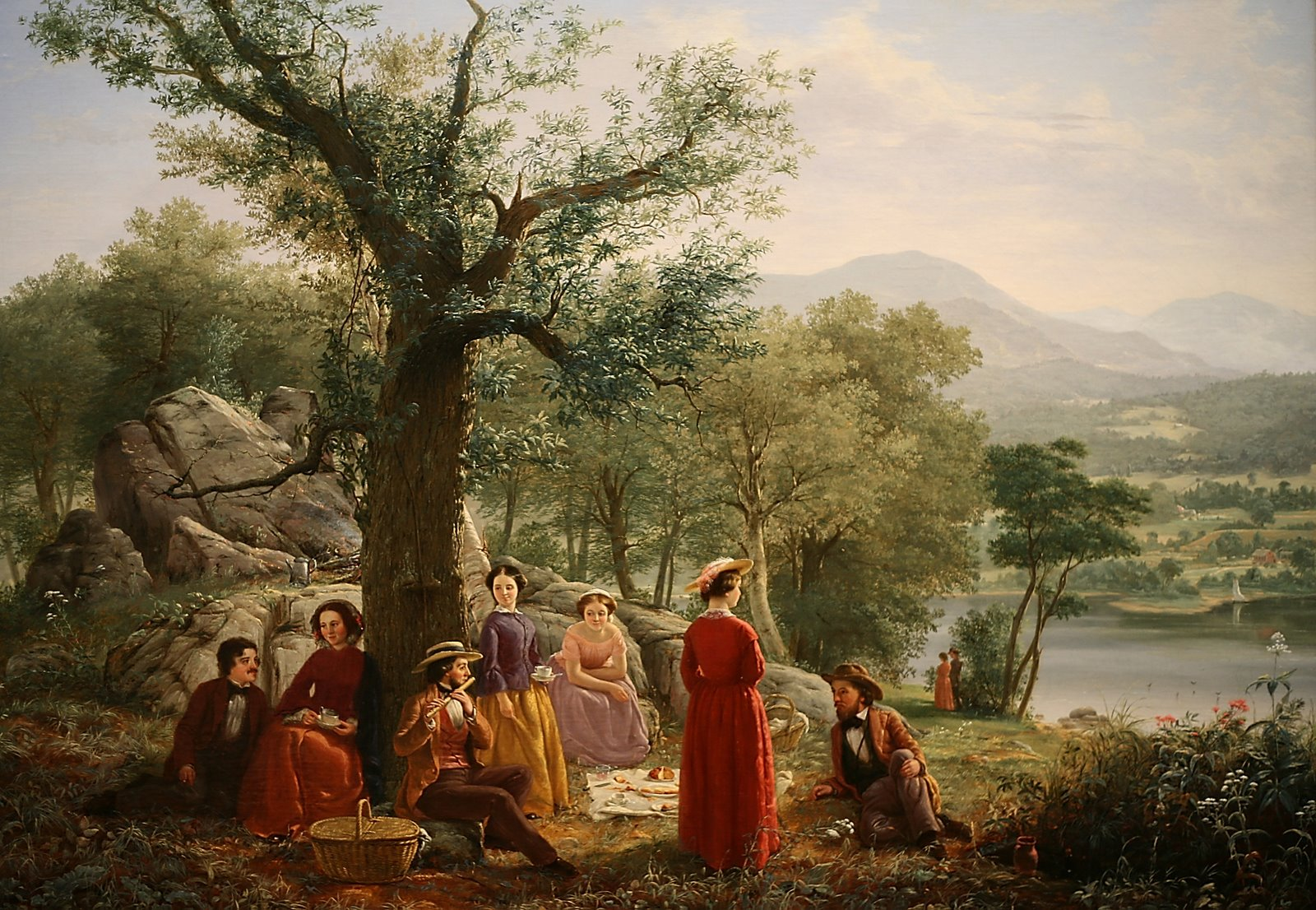
Rekreacja